# Edgard Lindgren
Edgard Lwowicz Lindgren (ros. Эдгард Львович Линдгрен, ur. 10 grudnia 1935 w Moskwie, zm. 26 czerwca 2020) – radziecki, a następnie rosyjski kierowca wyścigowy.

## Kariera
W 1955 roku rozpoczął ściganie się w motocrossie w barwach Moskiewskiej Wyższej Szkoły Technicznej. W 1970 roku rozpoczął pracę w MADI, a także zaczął ścigać się samochodami wyścigowymi – Estonią 15 w Sowieckiej Formule 4. W 1971 roku zajął czwarte miejsce w klasyfikacji tej serii. W 1973 roku ograniczył zaangażowanie w ściganie się, podejmując się przygotowywania silników kartingowych; tę funkcję piastował do 1975 roku. W sezonie 1976 zadebiutował w Sowieckiej Formule 3 Estonią 18M. Rok później zadebiutował w Sowieckiej Formule Easter, gdzie zajął piąte miejsce w klasyfikacji, oraz w Pucharze Pokoju i Przyjaźni (28. miejsce). Rok później przydzielono mu Estonię 19. W Formule Easter był siódmy, a w Pucharze Pokoju i Przyjaźni – trzynasty. W roku 1979 wraz z mechanikiem W. Doroninem skonstruował własny projekt o nazwie Estonia-MADI-02. Tym samochodem Lindgren zdobył wicemistrzostwo Formuły Easter w latach 1980–1981. W 1981 roku był szósty w Pucharze Pokoju i Przyjaźni. Rok później, ponownie we współpracy z Doroninem, skonstruował samochód Estonia-MADI-03, którym zdobył trzecie z rzędu wicemistrzostwo Formuły Easter; w Pucharze Pokoju i Przyjaźni natomiast był siódmy.
W 1983 roku Lindgren zdobył mistrzostwo Formuły Easter, wicemistrzostwo Pucharu Pokoju i Przyjaźni oraz siódme miejsce w finale VIII Letniej Spartakiady Narodów ZSRR. W 1986 roku zajął czwarte miejsce w finale IX Letniej Spartakiady, a pod koniec roku zmienił samochód na Estonię 21M. W 1987 roku zdobył nim ósme miejsce w Formule Easter. W 1988 roku był szósty, a w roku 1989 – trzeci. W 1990 roku zadebiutował w mistrzostwach Polski i Czechosłowacji. W 1991 roku zdobył wicemistrzostwo Formuły Easter.
Po rozpadzie ZSRR kontynuował ściganie się. W 1998 roku zdobył Puchar ASPAS.